# Établissement public du marais poitevin
La loi Grenelle II a créé en 2010 un « Établissement public de l'État à caractère administratif pour la gestion de l'eau et de la biodiversité du marais poitevin », l'Établissement public du marais poitevin (EPMP) (organisme à vocation de maîtrise d'ouvrage mais non compétent pour la gestion des risques liés aux inondations). Son siège est situé à Luçon, en Sud-Vendée-Littoral.
- Il coordonne et facilite la mise en œuvre de certains schémas concernant le marais ;
- Il étudie et suit la ressource en eau, les milieux aquatiques et les usages de l'eau (hors distribution d'eau potable) ;
- Il contribue au suivi de la gestion opérationnelle des niveaux d'eau du marais et à sa coordination avec l'appui d'une commission consultative (aux membres désignés par arrêté ministériel, comprenant des représentants des collectivités territoriales, de leurs groupements et des organismes gestionnaires des niveaux d'eau) ;
- Il agit en tant qu'organisme unique (mentionné au 6° du II de l'article L. 211-3 du code de l'environnement). Les prélèvements sont répartis soit par irriguant, soit en application de conventions de délégation avec des organismes publics locaux, par secteur géographique. Cette répartition est arrêtée sur proposition d'une commission (membres du conseil d'administration de l'établissement et représentants des organismes professionnels agricoles et des syndicats agricoles désignés, en application d'un arrêté du ministre de l'agriculture) ;
- Il apporte une information aux usagers de l'eau ;
- Il cherche à atteindre le bon état quantitatif des masses d'eau (via les ouvrages nécessaires pour la mobilisation de ressources de substitution et la mise en œuvre de mesures complémentaires significatives permettant une économie d'eau en application des schémas d'aménagement et de gestion des eaux mentionnés à l'article L. 212-3 ou des objectifs mentionnés au IV de l'article L. 212-1).
- Il doit « assurer la protection et la restauration de la biodiversité », et pour cela assume des fonctions d'autorité administrative[2] ; il peut - à certaines conditions[3] hors du périmètre d'intervention du Conservatoire de l'espace littoral et des rivages lacustres contribuer à toutes opérations foncières pour la sauvegarde des zones humides et la protection des sites (mentionnés à l'article L. 414-2). Il peut aussi demander la création de servitudes[4] à son profit, et proposer à l'autorité administrative les « aménagements nécessaires répondant à des règles de répartition des eaux superficielles et des eaux souterraines », et « toute disposition nécessaire pour la préservation et la gestion durable des zones humides définies à l'article L. 211-1. ». Il peut présenter à l'État et aux autres collectivités publiques toute suggestion en rapport avec ses missions et se voir confier la mise en œuvre de tout ou partie des plans d'actions qu'ils décident de lancer.
- Il est piloté par un bureau exécutif qui prépare le travail et les décisions du conseil d'administration composé de représentants de l'État (dont le président du CA, nommé par décret), et de ses établissements publics intéressés ; de représentants des collectivités territoriales et de leurs groupements ; de représentants des usagers de l'eau, des établissements publics ayant compétence sur les ouvrages hydrauliques du marais, des associations concernées, des chambres d'agriculture et des organisations professionnelles ; de personnalités qualifiées et d'un représentant du personnel de l'établissement (voix consultative).